# Luis Alberto Riart
Pour les articles homonymes, voir Riart.
Luis Alberto Riart (21 juin 1880 – 1er octobre 1953) est un homme politique paraguayen et président du Paraguay du 17 mars 1924 au 15 août 1924. 